# Ejectiva velar
L'ejectiva velar és un tipus de consonant que està present en algunes llengües parlades. El seu símbol corresponent en AFI és kʼ.

## Aparició
| Llengua | Llengua           | Mot           | AFI                 | Significat | Notes                                                                                             |
| ------- | ----------------- | ------------- | ------------------- | ---------- | ------------------------------------------------------------------------------------------------- |
| Abkhaz  | Abkhaz            | акы           | [akʼə]              | 'un'       |                                                                                                   |
| Adigué  | Bjedug            | шкӏэ          | [ʃkʼa] (?·pàg.)     | 'vedell'   |                                                                                                   |
| Adigué  | Xapsug            | кӏьапсэ       | [kʲʼaːpsa] (?·pàg.) | 'corda'    | Palatalitzat. Correspon a [t͡ʃʼ] en altres dialectes.                                              |
| Artxi   | Artxi             | кIан          | [kʼan]              | 'fons'     |                                                                                                   |
| Armeni  | Dialecte erevanès | կեղծ          | [kʼɛʁt͡sʼ]           | 'fals'     | Correspon a [k⁼] en altres dialectes orientals de l'armeni.                                       |
| Anglès  | Anglès irlandès   | back          | [bakʼ]              | 'esquena'  | Al·lòfon de /k/ per alguns parlants.                                                              |
| Anglès  | Anglès del nord   | back          | [bakʼ]              | 'esquena'  | Pre-pausal allophone of /k/ for some speakers; may be somewhat palatalised. See English phonology |
| Anglès  | Anglès del sud    | back          | [bakʼ]              | 'esquena'  | Pre-pausal allophone of /k/ for some speakers; may be somewhat palatalised. See English phonology |
| Anglès  | Anglès escocès    | back          | [bakʼ]              | 'esquena'  | Occasional word-final allophone of /k/.                                                           |
| Georgià | Georgià           | კაბა          | [kʼaba]             | 'vestit'   |                                                                                                   |
| Haida   | Haida             | ttsanskkaagid | [tsʼanskʼaːkit]     | 'bigues'   |                                                                                                   |
| Haussa  | Haussa            | ƙoƙari        | [kʼòːkʼɐ̄ɾī]         | 'esforç'   |                                                                                                   |
| Kabardí | Beslenei          | кӏьэ          | [kʲʼa] (?·pàg.)     | 'cua'      | Palatalitzat. Correspon a [t͡ʃʼ] en altres dialectes.                                              |
| Lesguià | Lesguià           | кIир          | [kʼir]              | 'ullal'    |                                                                                                   |